# Lindöberget väst
Lindöberget väst este o arie protejată (arie specială de conservare — SAC, sit de importanță comunitară — SCI, arie de protecție specială avifaunistică — SPA) din Suedia întinsă pe o suprafață de 34,8 ha, integral pe uscat.

## Localizare
Centrul sitului Lindöberget väst este situat la coordonatele 59°29′00″N 16°04′09″E / 59.4832°N 16.0692°E.

## Înființare
Situl Lindöberget väst a fost declarat sit de importanță comunitară în decembrie 1998 pentru a proteja 2 specii de animale. Alte tipuri de protecție:
- arie de protecție specială avifaunistică (în decembrie 1998)[2]
- arie specială de conservare (în martie 2011)[1][3][4]

## Biodiversitate
Situată în ecoregiunea boreală, aria protejată conține 1 habitat natural: Lacuri eutrofice naturale cu vegetație de tip Magnopotamion sau Hydrocharition.
La baza desemnării sitului se află mai multe specii protejate de  păsări (2): buhai de baltă (Botaurus stellaris), erete de stuf (Circus aeruginosus).